# Badeboda
Badeboda är en by omkring 5 km sydväst om Åseda i Åseda socken i Uppvidinge kommun, Småland. 
Sommarlovsprogrammet Badeboda Bo spelades in på orten. Vid torpet Lyckanshöjd på Badeboda ägor omkring 1 kilometer nordöst om Badeboda påträffades 1887 Badebodaskatten.